# دودي بوي بينالوسا
دودي بوي بينالوسا مواليد 19 نوفمبر 1962 في الفلبين، هو ملاكم فلبيني محترف معتزل كان يصنف ضمن فئة وزن الذبابة. حقق بطولة الاتحاد الدولي للملاكمة في وزن الذبابة.

## إحصائيات
خاض خلال مسيرته 42 نزالا، فاز في 31 وتعادل في 3 وخسر في 7. فاز بالضربة القاضية في 13 نزالا.

## روابط خارجية
- دودي بوي بينالوسا على موقع بوكس ريك (الإنجليزية) (registration required)